# Kristina Kristiansen
Pour les articles homonymes, voir Kristiansen.
Kristina Kristiansen, née le 13 juillet 1989 à Høje-Taastrup, est une handballeuse internationale danoise évoluant au poste de demi-centre. 

## Biographie
En 2015, elle rejoint le club de Nykøbing Falster HK. À l'issue de la saison, elle termine meilleure marqueuse du championnat du Danemark avec 167 buts.

## Palmarès

### En club
sauf précision, le palmarès est acquis avec le Nykøbing Falster HK
Compétitions internationales
- Coupe de l'EHF/Ligue européenne (C3)
  - vainqueur en 2013 (avec Team Tvis Holstebro)
  - finaliste en 2023

Compétitions nationales
- Championnat du Danemark
  - vainqueur (1) en 2017
- Coupe du Danemark
  - vainqueur (1) en 2019
  - finaliste (1) en 2021
- Supercoupe du Danemark
  - vainqueur (1) en 2017

### En sélection
championnats du monde
- 5e du championnat du monde 2009
- 4e du championnat du monde 2011
- troisième du championnat du monde 2013[3]
- 6e du championnat du monde 2015
- 6e du championnat du monde 2017

championnats d'Europe
- 5e du championnat d'Europe 2012
- 7e du championnat d'Europe 2014
- 4e du championnat d'Europe 2016

autres
- finaliste du championnat du monde junior en 2008[4]
- vainqueur du championnat d'Europe junior en 2007[5]
- vainqueur du championnat du monde jeunes en 2006

### Distinctions individuelles
- élue meilleure demi-centre du championnat d'Europe 2014[6]